# Adéla Akvitánská
Adéla Akvitánská (francouzsky Adélaïde d'Aquitaine nebo Adélaïde de Poitiers; 945?–1004) byla francouzská královna a pramáti rodu Kapetovců.

## Život
Narodila se jako jediná dcera akvitánského vévody Viléma zvaného Koudelová hlava a Adély, dcery vikinského hraběte Rolla z Rouenu. Roku 970 byla provdána za pařížského hraběte Huga Kapeta a porodila mu minimálně tři děti. Syn Robert začal na její naléhání navštěvovat katedrální školu v Remeši, kde vyučoval Gerbert z Aurillacu. 
Po náhlé smrti mladého krále Ludvíka V. byl jeho dosavadní rádce Hugo Kapet zvolen králem. 1. června 987 byl v Noyonu korunován a 3. července pomazán v remešské katedrále. Hugo se snažil o založení vlastní královské dynastie, na konci téhož roku nechal syna Roberta povýšit na spolukrále. Robert začal vystupovat samostatně zřejmě od roku 992 a v říjnu 996 převzal po Hugově skonu vládu úplně.
Zdá se, že Adéla se na manželově vládě podílela, podle Gerberta ji Hugo nazýval „průvodkyní a účastnicí našeho panování“. Roku 993 založila v Senlis královskou kapli, dnes kostel sv. Frambourga.